# Marche triomphale (Vierne)
Marche triomphale pour le centenaire de Napoléon Ier
La Marche triomphale pour le centenaire de Napoléon 1er, op. 46 de Louis Vierne est une pièce de concert pour orgues, trompettes, trombones et timbales.
Composée, comme le suggère le titre, en 1921 autour des cérémonies du centenaire de la mort de Napoléon Ier, la Marche triomphale est dédiée à la mémoire de l'empereur des Français. L'auteur en assure la première audition le 5 mai 1921, à la tribune d'orgues de Notre-Dame de Paris. La partition est publiée en 1947 par les éditions Salabert.

## Présentation

### Une œuvre de circonstance
La première audition de la Marche triomphale op. 46 a lieu à la date anniversaire de la mort de Napoléon Ier, célébrée « avec faste à Notre-Dame, le 5 mai 1921 » : la création de la nouvelle œuvre de Vierne est associée à cet « événement considérable » dont elle augmente encore « le côté spectaculaire ». La partition, dédiée à la mémoire de l'empereur des Français, est publiée en 1947 par les éditions Salabert, sous le titre Marche triomphale du centenaire de Napoléon Ier.

### Souvenirs bonapartistes
Un hommage public, mais aussi personnel, à la figure de Napoléon Ier convenait parfaitement à un musicien comme Louis Vierne, dont le père avait toujours manifesté des opinions bonapartistes dans la sphère privée comme dans son métier de journaliste : « nul doute que cette effervescence impressionne le petit Louis manifestant, du reste, un caractère nerveux et très imaginatif ». 
Ainsi, « lorsqu'il monta à la tribune, peu avant l'arrivée du cortège officiel qui suivait le catafalque, il se glissa derrière le grand orgue, contre la verrière, afin d'apercevoir ou plutôt d'imaginer — car sa vue était très affaiblie — la place d'où sa grand-mère paternelle, cent dix-sept ans auparavant, avait vu arriver l'empereur le jour du couronnement ».

## Analyse

### Instrumentation
La Marche triomphale est composée pour orgues, trois trompettes, trois trombones et trois timbales accordées en quartes (Fa, Si, Mi).
Bernard Gavoty rappelle que l'orgue de Notre-Dame de Paris était alors « dans un état alarmant » malgré les requêtes répétées de Vierne vers le clergé comme le ministère des Beaux-Arts. Cela n'empêcha pas l'instrument d'avoir toujours « fière allure » sous les doigts du compositeur, lors de la cérémonie.

### Postérité
Selon Bernard Gavoty, la Marche triomphale de Vierne « s'inspire de quelques exemples antérieurs, notamment de la célèbre transcription du choral de Bach, De Profundis pour orgue et trombones, et du dernier choral de Widor, Salvum fac populum, qui requiert la même disposition instrumentale. Le résultat est saisissant » : 

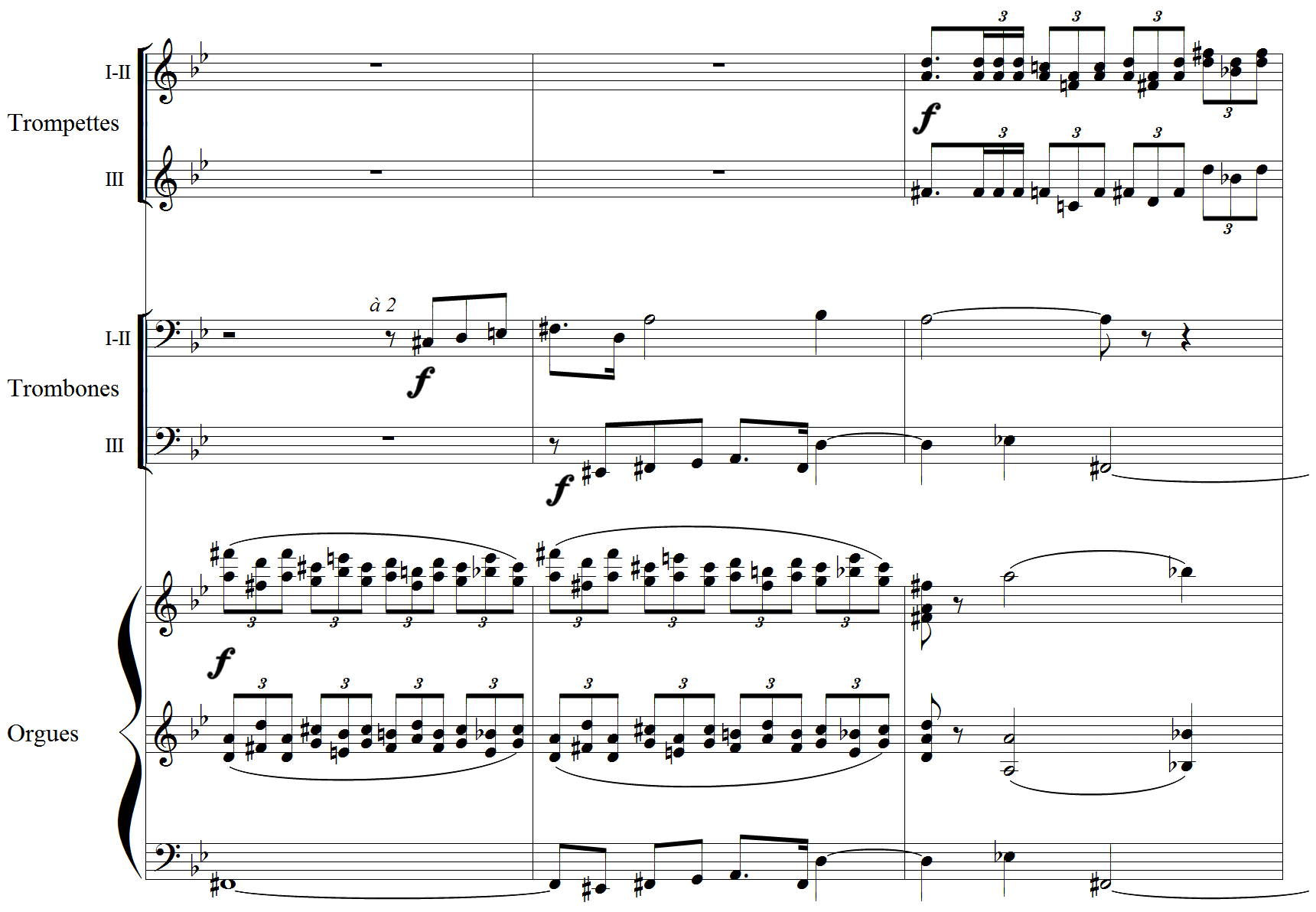
Louis Vierne, Marche triomphale pour le centenaire de Napoléon 1er — chiffre 9.

« Sur le fond polyphonique de l'orgue, tendu tel une draperie scintillante, s'inscrivent les ponctuations massives des trombones, qu'animent par instant des sonneries de trompettes. Le tutti donne un effet de masse unique dans son genre, qu'on aimerait à voir utiliser plus souvent, en dehors même des très rares cérémonies religieuses où il trouve son emploi ».

## Discographie
- Dans la gloire des Invalides — Bernard Gavoty, orgues de l'église saint-Louis des Invalides (c. 1958, LP Erato LDE 3082) (OCLC 26388942) — Grand prix du disque 1959 de l'Académie Charles-Cros.
- Musique à Notre-Dame — Pierre Cochereau (orgues), Maurice André (trompette) (1963, Philips 442 473-2) (OCLC 629700381)
- Vierne à la Cathédrale de Chartres — Philippe Lefebvre (orgues), Sextuor de cuivres Simon Orlik (octobre 1984-mai 1985, Solstice SOL 41) (OCLC 16354643)
- Messe solennelle… — Patrick Delabre (orgues de la cathédrale de Chartres), Ensemble de cuivres Guy Touvron (novembre 1987, Valois V 4627) (OCLC 25469232)
- Heroic and ceremonial music : for brass and organ — Christopher Bowers-Broadbent (orgues), London Gabrieli Brass Ensemble (7-8 juin 1988, Hyperion) (OCLC 20624172)
- L'Œuvre d'orgue intégral, vol. 4 — George C. Baker (orgues de l'abbatiale Saint-Ouen de Rouen), Ensemble Magnifica (1994, Solstice SOCD814) (OCLC 225576243 et 42674628)
- Messe solennelle… — Pierre Pincemaille (orgues), Ensemble de cuivres de l'Opéra de Massy (1998, Forlane) (OCLC 690092154)